# Fertigsuppe

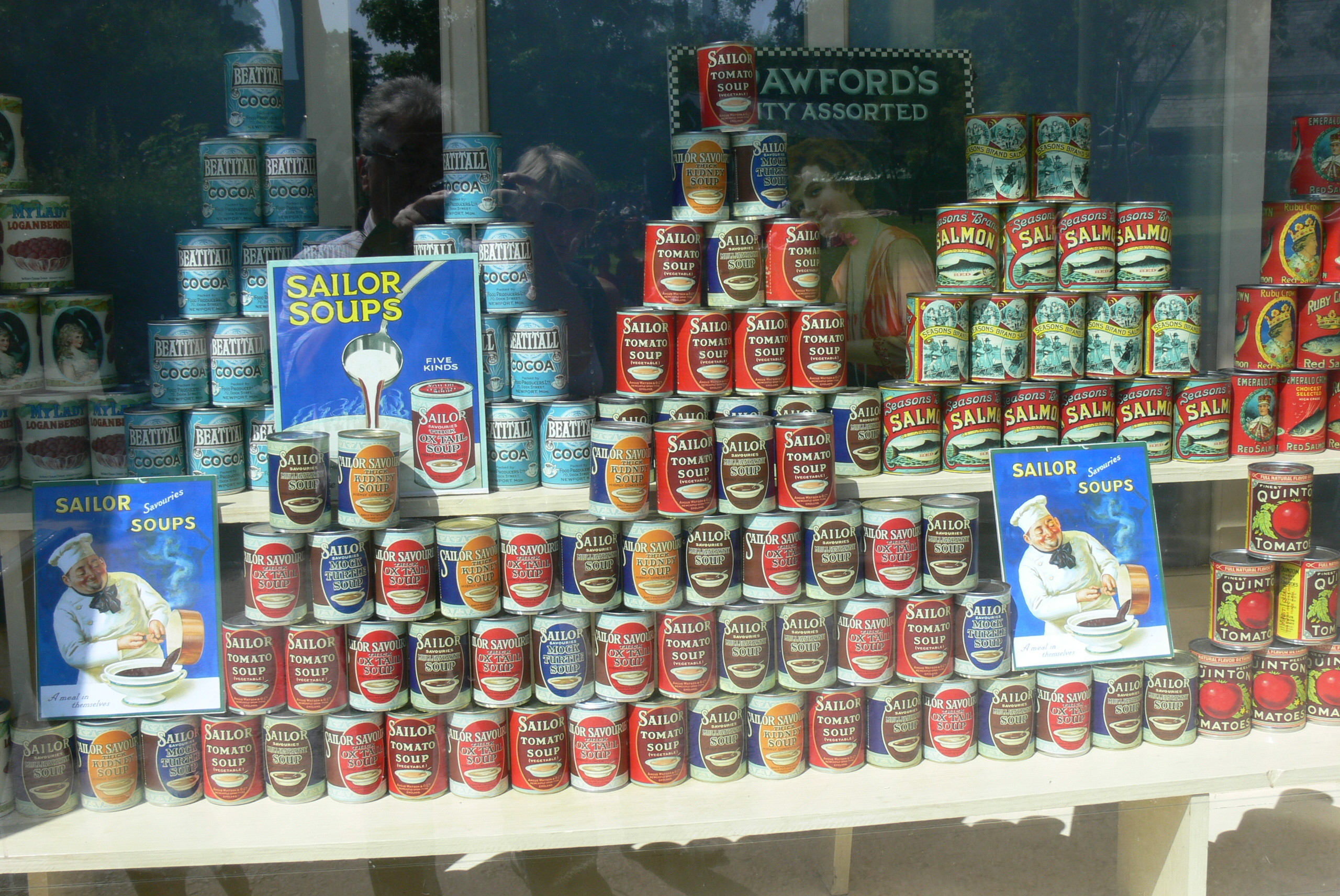
Fertigsuppen – Dosensuppen aus Großbritannien

Fertigsuppen sind industriell hergestellte Suppen und Eintöpfe, die mit Verfahren wie Trocknung, Einkochen in Konservendosen oder Tiefkühlen für längere Zeit haltbar gemacht werden. Zum Verzehr müssen sie lediglich, zum Teil nach Zugabe von Wasser, erhitzt werden.

## Entwicklung

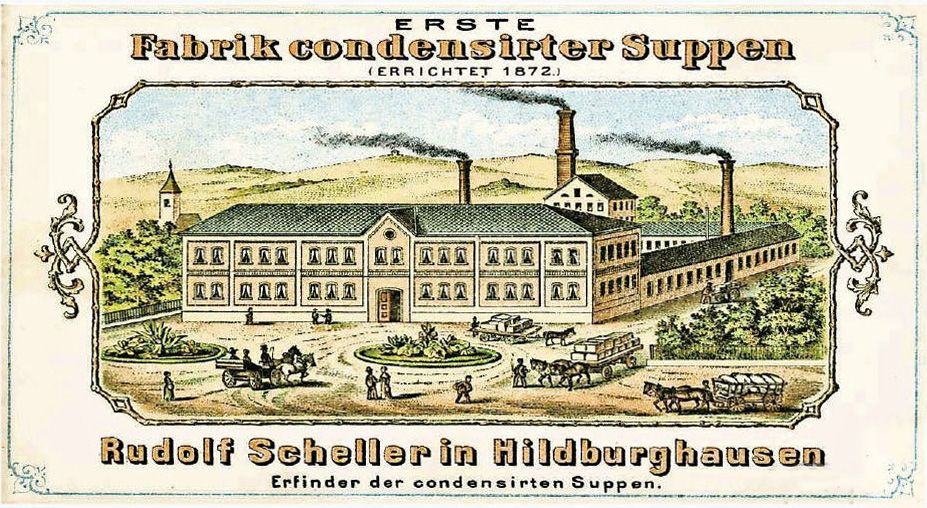
Seit 1872 produzierte Rudolf Schellers Fabrik condensirter Suppen in Hildburghausen

Fertigsuppen gehören zu den ältesten Fertiggerichten. Vorläufer und Frühformen aus der zweiten Hälfte des 19. Jahrhunderts sind der Fleischextrakt von Justus Liebig, Rudolf Schellers „Condensirte Suppen“ (ab 1872), das Leguminosenmehl von Julius Maggi, die Maggi-Würze und der Brühwürfel sowie die Erbswurst. Abgesehen vom Leguminosenmehl und der Erbswurst werden alle diese Produkte noch heute hergestellt.
Zu den Instantsuppen aus konzentrierten oder getrockneten Zutaten – umgangssprachlich auch „Tütensuppen“ genannt – kamen später Suppen in Dosen und schließlich durch Tiefkühlung konservierte Suppen hinzu.

## Vorläufer
Seit Jahrhunderten bekannte Vorläufer dieser Nahrungsform sind Pemmikan und Borts, Nahrungszubereitungen der nordamerikanischen bzw. kaukasischen Steppenbewohner.